# Museo Taller Litográfico
El Museo Taller Litográfico de Cádiz es uno de los pocos museos dedicados a la litografía en España. 

## Contenido
Inaugurado en junio de 2010, este museo cuenta con la segunda colección española más importante, tras la de Barcelona, con más de mil piedras litografiadas. Cádiz fue la tercera ciudad del país, tras Madrid y Barcelona, en disponer de una imprenta litográfica gracias a que en 1820 la Sociedad Económica de Amigos del País importó una máquina de Francia.
Cuenta con una colección formada por más de mil piedras litográficas, procedentes de las canteras de Baviera. Dichas piedras se hallan debidamente conservadas y expuestas al público,
Entre los más conocidos litógrafos de Cádiz estuvieron Jorge Wasserman y Nicolaus Müller, ambos de origen alemán, que fundaron en la ciudad varios negocios de grabación e imprenta en el siglo XIX d. C..
rt